# Distretto di Jiguan
Il distretto di Jiguan (鸡冠区S, Jīguān QūP) è un distretto della Cina, situato nella provincia di Heilongjiang e amministrato dalla prefettura di Jixi.